# John Julius Norwich
John Julius Cooper, visconte di Norwich, noto come John Julius Norwich (Oldham, 15 settembre 1929 – Londra, 1º giugno 2018), è stato uno storico, personaggio televisivo e reporter di viaggi britannico.

## Biografia

### Giovinezza
Norwich è l'unico figlio del diplomatico e politico del Partito Conservatore Duff Cooper e di Lady Diana Cooper, personaggio del jet set celebrata per la sua bellezza. Per parte di padre egli discende da re Guglielmo IV e dalla sua amante Dorothea Jordan.
Ha studiato all'Upper Canada College di Toronto, in Canada, come sfollato di guerra, all'Eton College ed all'Università di Strasburgo.
Ha prestato servizio nella Royal Navy prima di laurearsi in francese e russo al New College di Oxford.

### Carriera
Dopo Oxford entrò a far parte del Corpo diplomatico del Regno Unito, John Julius Cooper ha prestato servizio in Jugoslavia e Libano e, come membro della delegazione britannica della Conferenza per il Disarmo, a Ginevra. Alla morte del padre nel 1954, ha ereditato il titolo di Visconte Norwich, creato per Duff Cooper nel 1952, divenendo così membro della Camera dei Lord britannica.
Nel 1964, Norwich lasciò il servizio diplomatico per diventare scrittore. A parte i numerosi libri che ha scritto (vedi sotto), egli è stato curatore di Great Architecture of the World, The Italian World, The New Shell Guides to Great Britain, The Oxford Illustrated Encyclopaedia of Art e Duff Cooper Diaries.
Norwich ha lavorato molto in radio e televisione. È stato ospite del popolare radio quiz a squadre della BBC, My Word! per quattro anni e concorrente regionale in Round Britain Quiz.
Ha scritto e presentato circa 30 documentari televisivi, tra i quali The Fall of Constantinople, Napoleon's Hundred Days, Cortés and Montezuma, The Antiquities of Turkey, The Gates of Asia, Maximilian of Mexico, Toussaint L'Ouverture of Haiti, The Knights of Malta e The Death of the Prince Imperial in the Zulu War.
Ha anche lavorato per diversi progetti di beneficenza. È stato Presidente del Venice in Peril Fund, Co-Presidente del World Monuments Fund ed un Vicepresidente del National Association of Decorative and Fine Arts Societies. Per molti anni fu membro del Comitato esecutivo della National Trust e nel Consiglio di Amministrazione della English National Opera.
Norwich, che ha vissuto per gran parte della sua vita in una grande casa vittoriana in Warwick Avenue, nel cuore di Little Venice a Maida Vale, Londra, molto vicino al Regent's Canal, è morto all'età di 88 anni il 1 giugno 2018.

### Riconoscimenti
Lord Norwich fu nominato CVO nel 1992 per la sua opera in qualità di curatore di una mostra nel Victoria and Albert Museum intitolata "Sovereign", che celebrava il quarantesimo anniversario dell'incoronazione della Regina Elisabetta.

### Famiglia
La prima moglie di Norwich fu Anne Frances May Clifford, figlia di Sir Bede Edmund Hugh Clifford: essi hanno avuto una figlia, Artemis Cooper, una storica, ed un figlio, Jason Charles Duff Bede Cooper. Dopo il loro divorzio, Lord Norwich ha sposato in seconde nozze la nobildonna Mary (Makins) Philipps, figlia del primo Barone Sherfield, GCB, GCMG.
Norwich è inoltre padre di Allegra Huston, nata dalla sua relazione con Enrica Soma Huston, ex moglie del regista americano John Huston.

## Ascendenza
|                                            |                     |                                   | Genitori                                  |  |  | Nonni |  |  | Bisnonni             |  |  | Trisnonni      |  |
|                                            |                     |                                   |                                           |  |  |       |  |  | William Harry Cooper |  |  | Charles Cooper |  |
|                                            |                     |                                   |                                           |  |  |       |  |  | William Harry Cooper |  |  | Charles Cooper |  |
|                                            |                     | Rose Hannah White                 |                                           |  |  |       |  |  | William Harry Cooper |  |  |                |  |
| sir Alfred Cooper                          |                     |                                   |                                           |  |  |       |  |  | William Harry Cooper |  |  |                |  |
|                                            |                     | Anna Marsh                        | William Heath Marsh                       |  |  |       |  |  |                      |  |  |                |  |
|                                            |                     | Anna Marsh                        | William Heath Marsh                       |  |  |       |  |  |                      |  |  |                |  |
|                                            |                     | Anna Marsh                        | Mary Leader                               |  |  |       |  |  |                      |  |  |                |  |
| Duff Cooper, I visconte di Norwich         |                     | Anna Marsh                        |                                           |  |  |       |  |  |                      |  |  |                |  |
|                                            |                     | James Duff, V conte di Fife       | lord Alexander Duff                       |  |  |       |  |  |                      |  |  |                |  |
|                                            |                     | James Duff, V conte di Fife       | lord Alexander Duff                       |  |  |       |  |  |                      |  |  |                |  |
|                                            |                     | James Duff, V conte di Fife       | Anne Stein                                |  |  |       |  |  |                      |  |  |                |  |
| lady Agnes Duff                            |                     | James Duff, V conte di Fife       |                                           |  |  |       |  |  |                      |  |  |                |  |
|                                            |                     | lady Agnes Hay                    | William George Hay, XVIII conte di Erroll |  |  |       |  |  |                      |  |  |                |  |
|                                            |                     | lady Agnes Hay                    | William George Hay, XVIII conte di Erroll |  |  |       |  |  |                      |  |  |                |  |
|                                            |                     | lady Agnes Hay                    | lady Elizabeth FitzClarence               |  |  |       |  |  |                      |  |  |                |  |
| John Julius Cooper, II visconte di Norwich |                     | lady Agnes Hay                    |                                           |  |  |       |  |  |                      |  |  |                |  |
|                                            | Henry Cockayne-Cust | Henry Cockayne-Cust               |                                           |  |  |       |  |  |                      |  |  |                |  |
|                                            | Henry Cockayne-Cust | Henry Cockayne-Cust               |                                           |  |  |       |  |  |                      |  |  |                |  |
|                                            | Henry Cockayne-Cust | lady Anna Maria Elizabeth Needham |                                           |  |  |       |  |  |                      |  |  |                |  |
| Henry John Cockayne-Cust                   | Henry Cockayne-Cust |                                   |                                           |  |  |       |  |  |                      |  |  |                |  |
|                                            |                     | Sara Jane Cookson                 | Isaac Cookson                             |  |  |       |  |  |                      |  |  |                |  |
|                                            |                     | Sara Jane Cookson                 | Isaac Cookson                             |  |  |       |  |  |                      |  |  |                |  |
|                                            |                     | Sara Jane Cookson                 | Jane Cooke                                |  |  |       |  |  |                      |  |  |                |  |
| lady Diana Manners                         |                     | Sara Jane Cookson                 |                                           |  |  |       |  |  |                      |  |  |                |  |
|                                            |                     | lord Charles Hugh Lindsay         | James Lindsay, XXIV conte di Crawford     |  |  |       |  |  |                      |  |  |                |  |
|                                            |                     | lord Charles Hugh Lindsay         | James Lindsay, XXIV conte di Crawford     |  |  |       |  |  |                      |  |  |                |  |
|                                            |                     | lord Charles Hugh Lindsay         | hon. Maria Frances Margaret Pennington    |  |  |       |  |  |                      |  |  |                |  |
| Violet Lindsay                             |                     | lord Charles Hugh Lindsay         |                                           |  |  |       |  |  |                      |  |  |                |  |
|                                            |                     | Emily Anne Browne                 | rev. Henry Montague Browne                |  |  |       |  |  |                      |  |  |                |  |
|                                            |                     | Emily Anne Browne                 | rev. Henry Montague Browne                |  |  |       |  |  |                      |  |  |                |  |
|                                            |                     | Emily Anne Browne                 | hon. Catherine Penelope de Montmorency    |  |  |       |  |  |                      |  |  |                |  |
|                                            |                     | Emily Anne Browne                 |                                           |  |  |       |  |  |                      |  |  |                |  |

## Opere
- Mount Athos, con Reresby Sitwell, London, Hutchinson, 1966.
- I Normanni nel Sud: 1016-1130 (The Normans in the South, 1016–1130, 1967), trad. di Elena Lante Rospigliosi, Collana Storia e documenti. Storie generali e particolari, Mursia, Milano, 1971, ISBN 978-88-42-53768-7; Collana La memoria n.1217, Palermo, Sellerio, 2021, ISBN 978-88-389-4270-9.
- Sahara, London, Longman, 1968.
- Il Regno nel Sole. I Normanni nel Sud: 1130-1194 (The Kingdom in the Sun, 1970), trad. di Elena Lante Rospigliosi, Mursia, Milano, 1972-2007, ISBN 978-88-42-53783-0; Collana La memoria n.1251, Palermo, Sellerio, 2022, ISBN 978-88-389-4450-5.
  - The Normans in the South e  The Kingdom in the Sun furono ripubblicati in un unico volume col titolo The Normans in Sicily, London: Penguin, 1992, ISBN 0-14-015-212-1.
- Great Architecture of the World, Littlehampton Book Services Ltd, 1975 ISBN 978-08-553-3067-5.
- Storia di Venezia. Volume I. Dalle origini al 1400 (Venice: The Rise to Empire, 1977), trad. di Aldo Sparagni, Collana Storia e Documenti, Mursia, Milano, 1981, ISBN 978-88-42-53325-2. Collana La memoria n.1323, Palermo, Sellerio, 2024, ISBN 978-88-389-4724-7.
- Storia di Venezia. Volume II. Dal 1400 alla caduta della repubblica (Venice: The Greatness and Fall, 1981), a cura di C. Gottardi, trad. di A. Sparagni, Collana Storia e Documenti, Mursia, Milano, 1989, ISBN 978-88-42-50122-0.
- A History of Venice, Knopf, 1982; Penguin, 1983 ISBN 0-679-72197-5. [edizione in volume unico]
- Britain's Heritage, a cura di, HarperCollins, 1983, ISBN 978-02-461-1840-0.
- The Italian World: History, Art and the Genius of a People, a cura di, Thames & Hudson, 1983, ISBN 978-05-002-5088-4.
- Hashish (fotografie di Suomi La Valle, profilo storico di John Julius Norwich), Quartet Books, 1984, ISBN 0-7043-2450-4.
- The Architecture of Southern England, London, Macmillan, 1985, ISBN 978-0-333-22037-5.
- Fifty Years of Glyndebourne, London, Cape, 1985, ISBN 0-224-02310-1.
- A Taste for Travel, London, Macmillan, 1985, ISBN 0-333-38434-2.
- Byzantium: The Early Centuries, Viking, 1988, ISBN 0-670-80251-4. [vol. I di 3]
- Venice: a Traveller's Companion (antologia compilata da Lord Norwich), London, Constable, 1990, ISBN 0-09-467550-3.
- Oxford Illustrated Encyclopaedia of Art, a cura di, Oxford, 1990.
- Byzantium: The Apogee. New York: Alfred A. Knopf, 1992 ISBN 0-394-53779-3. [vol. II di 3]
- Byzantium: The Decline and Fall, Viking, 1995 ISBN 0-670-82377-5. [vol. III di 3]
- Bisanzio. Splendore e decadenza di un impero 330-1453 (A Short History of Byzantium, 1997), trad. di Carla Lazzari, Collana Storia, Mondadori, Milano, 2000, ISBN 978-88-04-48185-0; Collana Oscar Storia, Mondadori, Milano, 2001. [edizione condensata dei 3 volumi di Byzantium]
- The Twelve Days of Christmas, illustrato da Quentin Blake, London, Doubleday, 1998, ISBN 038541028X. [parodia del vecchio canto di natale preferito, "The Twelve Days of Christmas"]
- Shakespeare's Kings: the Great Plays and the History of England in the Middle Ages: 1337-1485, New York, Scribner, 2000, ISBN 0-684-81434-X.
- Treasures of Britain, a cura di, Everyman Publishers, 2002, ISBN 978-07-495-3256-7.
- Venezia. Nascita di un mito romantico (Paradise of Cities, Venice and its Nineteenth-century Visitors, 2003), trad. di Paolo Budinich, Collana Terre.Idee, Il Saggiatore, Milano, 2006; Collana Tascabili, Il Saggiatore, Milano, 2013.
- The Duff Cooper Diaries, a cura di, London, Weidenfeld & Nicolson, 2006, ISBN 978-07-538-2105-3.
- Il Mare di Mezzo. Una storia del Mediterraneo (The Middle Sea: a History of the Mediterranean, 2006), traduzione di Chiara Rizzuto, Collana La memoria, Palermo, Sellerio, 2020, ISBN 978-88-389-4127-6.
- Trying to Please, Wimborne Minster, Dovecote Press, 2008, ISBN 978-1-904349-58-7. [autobiografia]
- Christmas Crackers (aneddoti, curiosità e arguzie raccolte dalla storia e dalla letteratura)
- More Christmas Crackers
- The Big Bang: Christmas Crackers, 2000–2009, Dovecote Press, 2010, ISBN 978-1-904349-84-6.
- The Great Cities in History, a cura di, Thames and Hudson, 2009, ISBN 978-0-500-25154-6.
- Absolute Monarchs: A History of the Papacy, Random House, 2011, ISBN 978-0-7011-8290-8. [anche col titolo The Popes: A History]
- A History of England in 100 Places: From Stonehenge to the Gherkin, John Murray, 2012, ISBN 978-18-485-4609-7.
- Darling Monster: The Letters of Lady Diana Cooper to Her Son John Julius Norwich, a cura di, Chatto & Windus, 2013, ISBN 978-07-011-8779-8.
- Cities That Shaped the Ancient World, a cura di, Thames and Hudson Ltd, 2014, ISBN 978-05-002-5204-8.
- Breve storia della Sicilia (Sicily: An Island at the Crossroads of History, 2015), trad. di Chiara Rizzuto, Collana La memoria n.1117, Sellerio, Palermo, 2018, ISBN 978-88-389-3857-3.
- Four Princes: Henry VIII, Francis I, Charles V, Suleiman the Magnificent and the Obsessions that Forged Modern Europe, John Murray, 2016, ISBN 978-1-47363-295-0.
- France: A History: from Gaul to de Gaulle, John Murray, 2018, ISBN 978-14-736-6383-1.
- A History of France, Atlantic Monthly Press, 2018, ISBN 978-08-021-2890-4.